# العلاقات التشادية الكازاخستانية
العلاقات التشادية الكازاخستانية هي العلاقات الثنائية التي تجمع بين تشاد وكازاخستان.

## مقارنة بين البلدين
هذه مقارنة عامة ومرجعية للدولتين:
| وجه المقارنة                                              | تشاد                      | كازاخستان                      |
| --------------------------------------------------------- | ------------------------- | ------------------------------ |
| المساحة (كم2)                                             | 1.28 مليون                | 2.72 مليون                     |
| عدد السكان (نسمة)                                         | 15.23 مليون               | 17.95 مليون                    |
| الكثافة السكانية (ن./كم²)                                 | 11.9                      | 6.6                            |
| العاصمة                                                   | انجمينا                   | نور سلطان                      |
| اللغة الرسمية                                             | لغة فرنسية، اللغة العربية | اللغة القازاقية، اللغة الروسية |
| العملة                                                    | فرنك وسط أفريقي           | تينغ كازاخستاني                |
| الناتج المحلي الإجمالي (بليون دولار)                      | 9.98 مليار                | 159.41 مليار                   |
| الناتج المحلي الإجمالي (تعادل القوة الشرائية) بليون دولار | 30.54 مليار               | 439.39 مليار                   |
| الناتج المحلي الإجمالي الاسمي للفرد دولار أمريكي          | 775                       | 10.51 ألف                      |
| الناتج المحلي الإجمالي للفرد دولار أمريكي                 | 2.18 ألف                  | 24.23 ألف                      |
| مؤشر التنمية البشرية                                      | 0.392                     | 0.788                          |
| رمز المكالمات الدولي                                      | +235                      | +7                             |
| رمز الإنترنت                                              | .td                       | .kz، .қаз ‏                     |
| المنطقة الزمنية                                           | ت ع م+01:00               | ت ع م+05:00، ت ع م+06:00       |

## منظمات دولية مشتركة
يشترك البلدان في عضوية مجموعة من المنظمات الدولية، منها:
| علم المنظمة | اسم المنظمة                               | تاريخ انضمام تشاد | تاريخ انضمام كازاخستان |
| ----------- | ----------------------------------------- | ----------------- | ---------------------- |
|             | منظمة التعاون الإسلامي                    | ?                 | ?                      |
|             | الاتحاد البريدي العالمي                   | ?                 | ?                      |
|             | يونسكو                                    | 19 ديسمبر 1960    | 22 مايو 1992           |
|             | البنك الدولي للإنشاء والتعمير             | 10 يوليو 1963     | 23 يوليو 1992          |
|             | وكالة ضمان الاستثمار متعدد الأطراف        | 11 يونيو 2002     | 12 أغسطس 1993          |
|             | الاتحاد الدولي للاتصالات                  | 25 نوفمبر 1960    | 23 فبراير 1993         |
|             | منظمة الشرطة الجنائية الدولية             | ?                 | ?                      |
|             | مؤسسة التمويل الدولية                     | 2 أبريل 1998      | 30 سبتمبر 1993         |
|             | الأمم المتحدة                             | 20 سبتمبر 1960    | 2 مارس 1992            |
|             | مؤسسة التنمية الدولية                     | 7 نوفمبر 1963     | 23 يوليو 1992          |
|             | منظمة حظر الأسلحة الكيميائية              | ?                 | ?                      |
|             | المركز الدولي لتسوية المنازعات الاستشارية | 14 أكتوبر 1966    | 21 أكتوبر 2000         |

## وصلات خارجية
- موقع وزارة الخارجية الكازاخستانية